# Адноур Інгві Трейстасон
Заголовок цієї статті — це ісландське ім'я, де Адноур Інгві — особове ім'я, а Трейстасон — ім'я по батькові. 
Адноур Інгві Трейстасон (ісл. Arnór Ingvi Traustason, нар. 30 квітня 1993, Кеплавік) — ісландський футболіст, півзахисник клубу «Норрчепінг» і національної збірної Ісландії.

## Клубна кар'єра
У дорослому футболі дебютував 2010 року виступами за команду клубу «Кеплавік» з рідного міста, в якій провів два сезони, взявши участь у 33 матчах чемпіонату. У складі «Кеплавіка» був одним з головних бомбардирів команди, маючи середню результативність на рівні 0,73 голу за гру першості. Частину 2012 року провів у Норвегії, де на умовах оренди грав за «Саннес Ульф», після чого повернувся до «Кеплавіка».

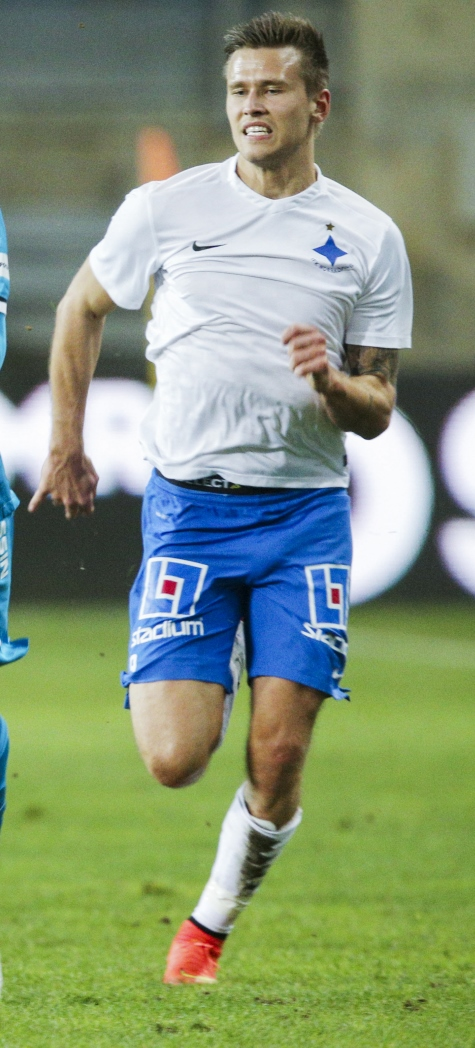
Арнор Траустасон у складі «Норрчепінга». 2016 рік.

На початку 2014 року став гравцем шведського «Норрчепінга». 15 травня в матчі проти «Фалькенберга» він дебютував у Алсвенскан-лізі. 14 липня у поєдинку проти «Юргордена» Траустасон забив свій перший гол за «Норрчепінг». У 2015 році він допоміг команді стати чемпіоном та завоювати Суперкубок Швеції.
Влітку 2016 року Адноур перейшов у віденський «Рапід». 23 липня в матчі проти «Ріда» він дебютував у австрійській Бундеслізі, замінивши у другому таймі Томаса Мурга. 7 серпня в поєдинку проти столичної «Аустрії» Трейстасон забив свій перший гол за «Рапід». Влітку 2017 року Адноур на правах оренди перейшов у грецький АЕК. 20 серпня в матчі проти «Панетолікоса» він дебютував у грецькій Суперлізі.
На початку 2018 року приєднався до шведського «Мальме».
У березні 2021 уклав контракт з клубом МЛС «Нью-Інгленд Революшн».

## Виступи за збірні
2009 року дебютував у складі юнацької збірної Ісландії, взяв участь у 7 іграх на юнацькому рівні.
Протягом 2012—2014 років залучався до складу молодіжної збірної Ісландії. На молодіжному рівні зіграв у 13 офіційних матчах, забив 2 голи.
2015 року дебютував в офіційних матчах у складі національної збірної Ісландії. Наразі провів у формі головної команди країни 6 матчів, забивши 3 голи.
У травні 2016 року був включений до заявки збірної для участі у першому в історії ісландської збірної великому турнірі — фінальній частині чемпіонату Європи 2016 року у Франції, а через два роки зіграв і на дебютному для ісландців , чемпіонаті світу 2018 року у Росії.

## Досягнення
Командні досягнення
- Чемпіон Швеції (2):

«Норрчепінг»: 2015
«Мальме»: 2020
- Володар Суперкубка Швеції (1):

«Норрчепінг»: 2015
Особисті досягнення
- Гравець місяця Аллсвенскан: серпень 2023[13]